# Victor Konder

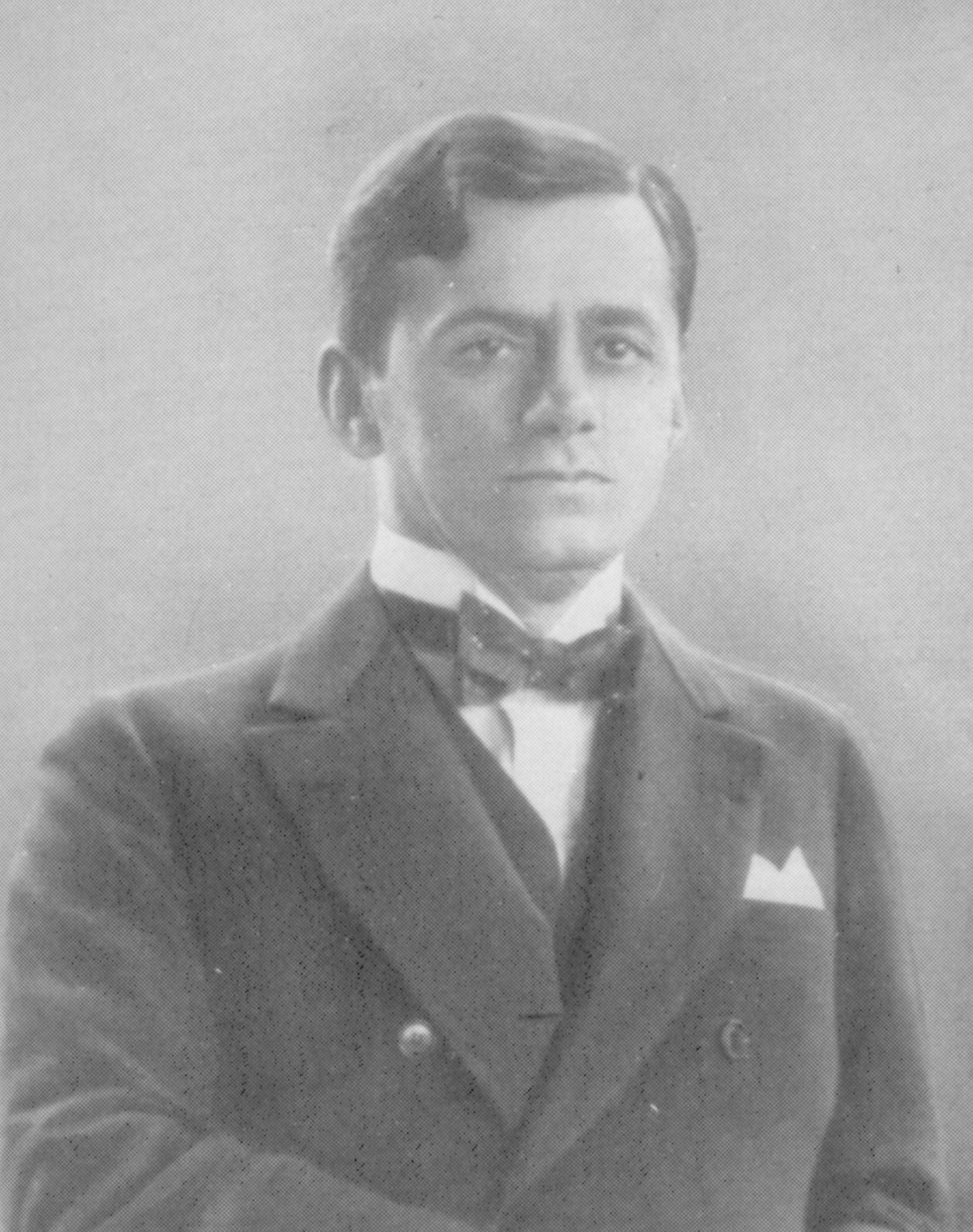
Victor Konder, um 1930

Victor Konder (* 21. Februar 1887 in Itajai (Brasilien); † 6. August 1941 in Rio de Janeiro) war ein deutschstämmiger brasilianischer Politiker.  

## Leben
Konder war der Sohn des Lehrers und Kaufmanns Markus Konder (* 5. März 1854 in Schweich), der 1874 nach Brasilien ausgewandert war. Victor Konder besuchte das Franziskanerkolleg in Blumenau und anschließend das Gymnasium in Sao Leopoldo. Er studierte Jura an der Universität Heidelberg und ließ sich anschließend als Rechtsanwalt in Blumenau nieder. Von 1919 bis 1924 war er Abgeordneter des Parlaments von Santa Catarina. Von 1926 bis 1930 bekleidete Konder dann das Amt des brasilianischen Verkehrsministers im Kabinett von Washington Luis; in dieser Funktion trieb er insbesondere den Bau von Bundesstraßen und den Ausbau von Eisenbahnlinien voran. In Blumenau gründete er das „Museum der deutschen Einwanderung“.
Konders drei Brüder Arno, Marcos und Adolphe waren ebenfalls als Politiker in Brasilien tätig.
1929 ernannte ihn die Technische Hochschule Stuttgart zum Ehrendoktor. In Blumenau ist eine Straße nach Victor Konder benannt, außerdem tragen der Rotary Club in Blumenau sowie der Flughafen Navegantes seinen Namen.